# Ертил
Ертил (на руски: Эртиль) е град в Русия, административен център на Ертилски район, Воронежка област. Населението на града към 1 януари 2018 е 10 265 души.